# باسكال برونر
باسكال برونر (بالفرنسية: Pascal Brunner)‏ (و. 1963 – 2015 م) هو ممثل، ومقدم برامج إذاعية، من فرنسا، ولد في سارسيل، توفي في نيس، عن عمر يناهز 52 عاماً.

## وصلات خارجية
- باسكال برونر على موقع IMDb (الإنجليزية)
- باسكال برونر على موقع ميوزك برينز (الإنجليزية)